# Joyce Bennett
Joyce Bennett, född 11 maj 1945, är en australisk friidrottare. Hon deltog vid olympiska sommarspelen 1964 och olympiska sommarspelen 1968.